# Sylviidae (Sibley)
Pour l'article sur cette famille dans les classifications récentes, voir Sylviidae.
Famille
Sous-familles de rang inférieur
- Acrocephalinae
- Megalurinae
- Garrulicinae
- Sylviinae
  - Timaliini
  - Chamaeini
  - Sylviini

Dans la classification phylogénique de Sibley, la famille des Sylviidés (ou Sylviidae) regroupait des espèces d'oiseaux de l'Europe, traditionnellement classées dans différentes familles avec d'autres espèces.
Sylviidae dérive du latin silva signifiant « forêt ».

## Position systématique
Certaines espèces sont parfois considérées comme appartenant à des sous-familles (acrocéphalinés, mégalurinés, sylviinés) de la famille des muscicapidés.
Les Garrulicinés, les Timaliini et les Chamaeini sont parfois regroupés dans la famille des timaliidés avec d'autres espèces (familles des orthonychidés et des cinclosomatidés). Pour certains auteurs, les Chamaeini ont le statut de famille (chamaeidés).
Les genres Panurus et Paradoxornis sont classés soit parmi les timalidés, soit dans une famille particulière, les paradoxornithidés.

## Liste des genres
- Abroscopus Baker, 1930
- Achaetops Roberts, 1922
- Acrocephalus Naumann & Naumann, 1811
- Actinodura Gould, 1836
- Alcippe Blyth, 1844
- Amaurocichla Sharpe, 1892
- Amphilais Parker, 1984
- Arcanator Irwin & Clancey, 1986
- Babax David, 1875
- Bathmocercus Reichenow, 1895
- Bebrornis Sharpe, 1883
- Bradypterus Swainson, 1837
- Buettikoferella Stresemann, 1928
- Cettia Bonaparte, 1834
- Chaetornis Gray, 1848
- Chamaea Gambel, 1847
- Chloropeta Smith, 1847
- Chrysomma Blyth, 1843
- Cincloramphus Gould, 1838
- Conostoma Hodgson, 1842
- Crocias Temminck, 1836
- Crossleyia Hartlaub, 1877
- Cryptosylvicola Goodman, Langrand & Whitney, 1996
- Cutia Hodgson, 1837
- Dromaeocercus Sharpe, 1877
- Dumetia Blyth, 1852
- Eremiornis North, 1900
- Eremomela Sundevall, 1850
- Gampsorhynchus Blyth, 1844
- Garrulax Lesson, 1831
- Graminicola Jerdon, 1863
- Graueria Hartert, 1908
- Hemitesia Chapin, 1948
- Heterophasia Blyth, 1842
- Hippolais Conrad von Baldenstein, 1827
- Hylia Cassin, 1859
- Hyliota Swainson, 1837
- Illadopsis Heine, 1860
- Jabouilleia Delacour, 1927
- Kakamega Mann, Burton & Lennerstedt, 1978
- Kenopia Gray, 1869
- Kupeornis Serle, 1949
- Leiothrix Swainson, 1832
- Leptopoecile Severtzov, 1873
- Liocichla Swinhoe, 1877
- Lioptilus Bonaparte, 1850
- Locustella Kaup, 1829
- Macronous Jardine & Selby, 1835
- Macrosphenus Cassin, 1859
- Malacocincla Blyth, 1845
- Malacopteron Eyton, 1839
- Megalurulus Verreaux, 1869
- Megalurus Horsfield, 1821
- Melocichla Hartlaub, 1857
- Micromacronus Amadon, 1962
- Minla Hodgson, 1838
- Modulatrix Ripley, 1952
- Mystacornis Sharpe, 1870
- Myzornis Blyth, 1843
- Napothera Gray, 1842
- Neomixis Sharpe, 1881
- Nesillas Oberholser, 1899
- Newtonia Schlegel & Pollen, 1868
- Orthotomus Horsfield, 1821
- Oxylabes Sharpe, 1870
- Panurus Koch, 1816
- Paradoxornis Gould, 1836
- Parophasma Reichenow, 1905
- Pellorneum Swainson, 1832
- Phyllanthus Lesson, 1844
- Phyllolais Hartlaub, 1881
- Phylloscopus Boie, 1826
- Pnoepyga Hodgson, 1844
- Poliolais Alexander, 1903
- Pomatorhinus Horsfield, 1821
- Pteruthius Swainson, 1832
- Ptilocichla Sharpe, 1877
- Ptyrticus Hartlaub, 1883
- Randia Delacour & Berlioz, 1931
- Rhabdornis Reichenbach, 1853
- Rhopocichla Oates, 1889
- Rimator Blyth, 1847
- Scepomycter Grant & Mackworth-Praed, 1941
- Schoenicola Blyth, 1844
- Seicercus Swainson, 1837
- Spelaeornis David & Oustalet, 1877
- Sphenocichla Godwin-Austen & Walden, 1875
- Sphenoeacus Strickland, 1841
- Stachyris Hodgson, 1844
- Stenostira Cabanis & Bonaparte, 1850
- Sylvia Scopoli, 1769
- Sylvietta Lafresnaye, 1839
- Tesia Hodgson, 1837
- Thamnornis Milne-Edwards & Grandidier, 1882
- Tickellia Blyth, 1861
- Timalia Horsfield, 1821
- Trichastoma Blyth, 1842
- Trichocichla Reichenow, 1890
- Turdoides Cretzschmar, 1827
- Urosphena Swinhoe, 1877
- Xiphorhynchus Blyth, 1842
- Yuhina Hodgson, 1836